# سينيونيا

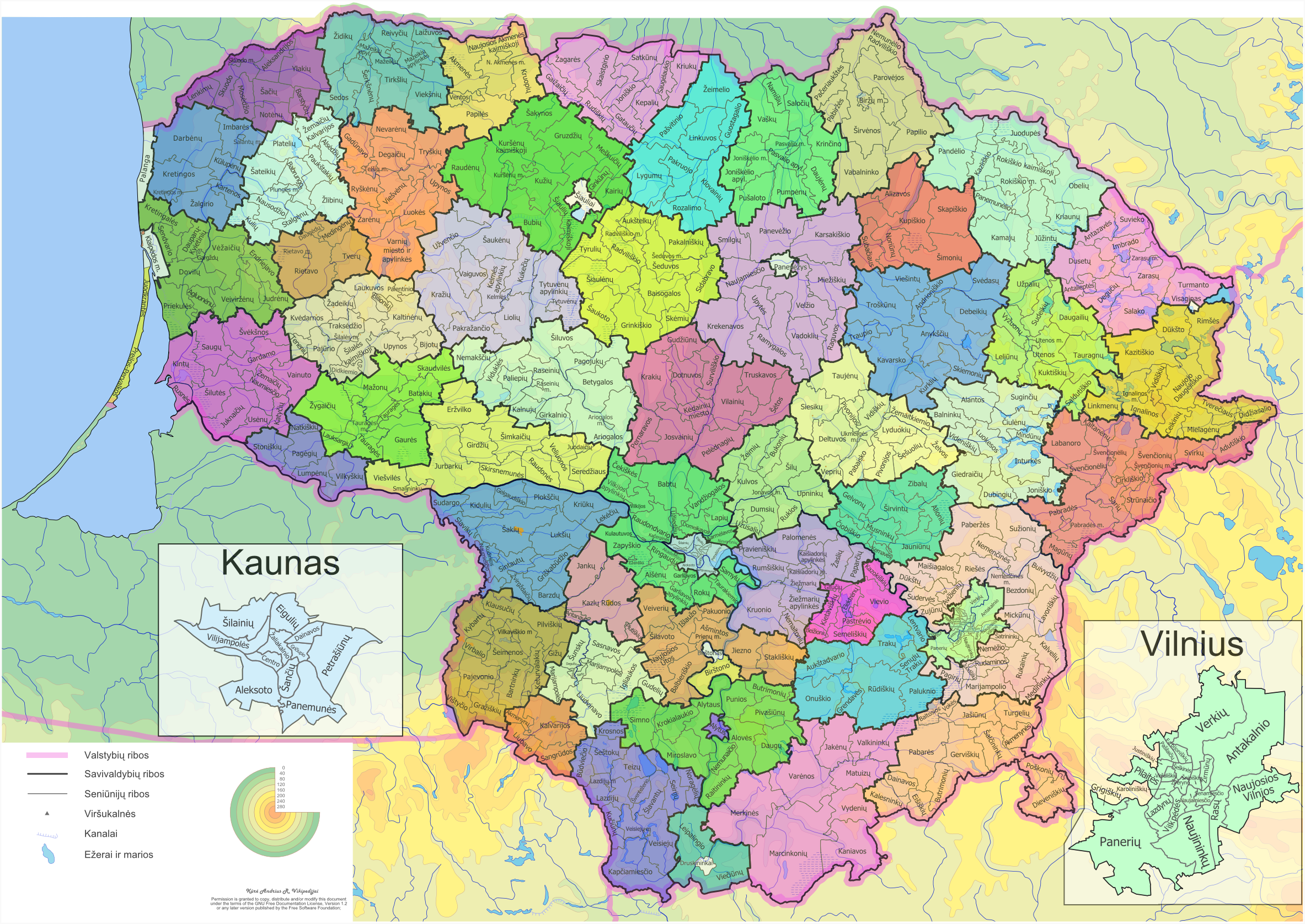
خريطة تفصيلية لسينيونيا داخل البلديات

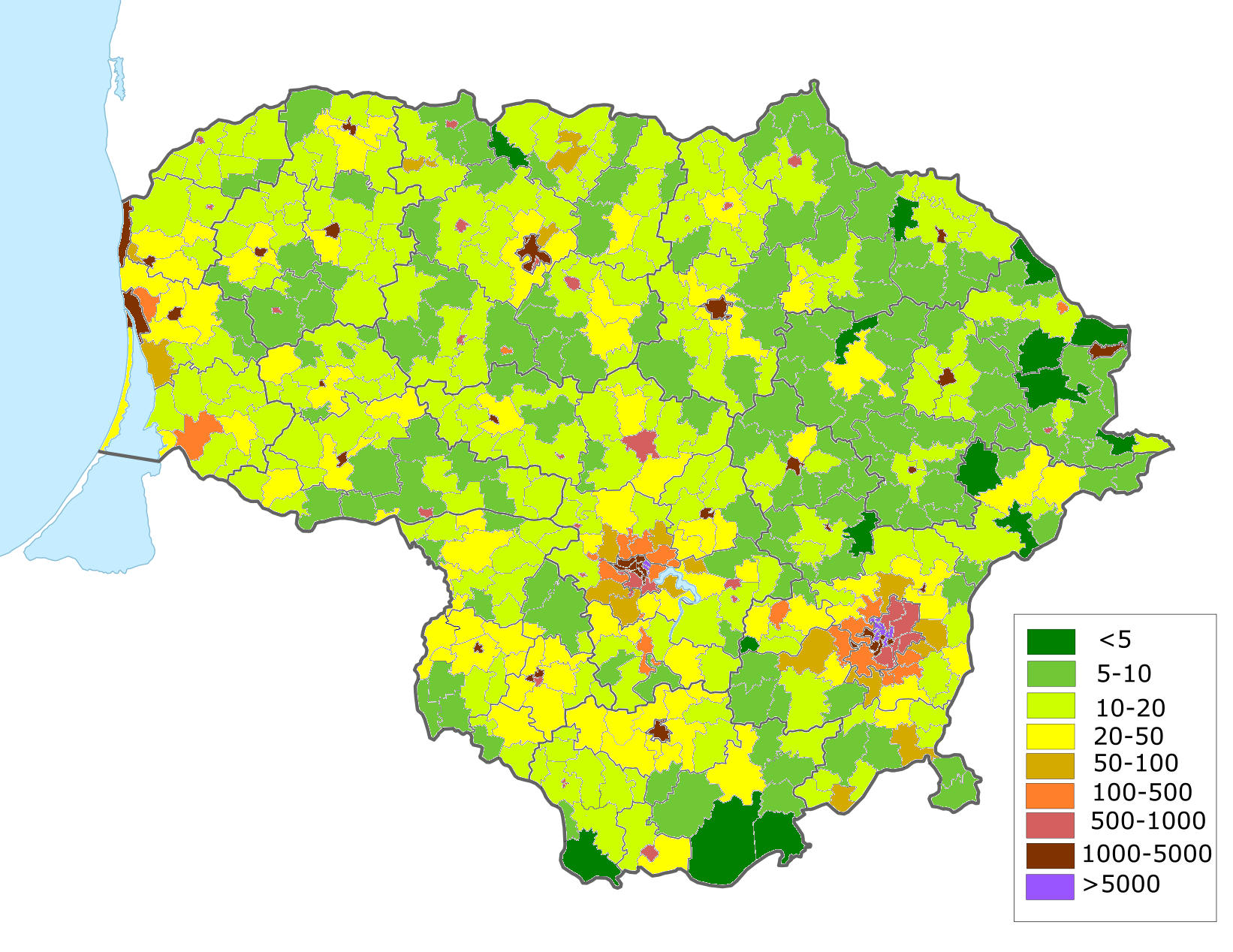
السنيورات حسب الكثافة السكانية لكل كيلومتر ^{مربع} (بيانات تعداد 2021)

سنيونيا (seniūnija) هو أصغر تقسيم إداري في ليتوانيا. قد تشمل السنيونيا منطقة صغيرة جدًا تتكون من بضع قرى أو بلدة جزءًا من مدينة كبيرة. تختلف السنيورات في الحجم وعدد السكان حسب موقعها وطبيعتها تشكل بعض السنيورات بلدية. شيليناي، داينافا، فيركياي، زيرموناي، وباسيلايشياي هي أكثر السنيورات اكتظاظًا بالسكان، حيث يتجاوز عدد سكانها 40,000 نسمة، أي ما يقرب من ضعف عدد سكان بعض البلديات بأكملها.
تُدير السنيورات شؤونًا محلية محدودة، مثل إصلاح الأرصفة والطرق الترابية، وتحتفظ بسجلات لجميع العائلات التي تعيش في السنيونيا. وتقوم فكرة هذا المفهوم على أنه على عكس التقسيمات الإدارية العليا يُمكن للشيخ ( قائد مجلس الشيوخ) أن يُتاح له الوقت للتحدث مع كل فرد في مجلس الشيوخ يرغب في ذلك.
تنقسم ليتوانيا الحديثة إلى 10 مقاطعات ، و 60 بلدية، و546 مجلسًا للشيوخ. تعمل مجالس الشيوخ كدوائر بلدية. في المدن، يُنتخب شيخٌ لكل دائرة، بالإضافة إلى رئيس بلدية للمدينة.